# Odd Squad
Odd Squad é uma série de televisão de ação live-action canadense/americana que estreou em TVOKids no Canadá e PBS Kids nos Estados Unidos em 26 de novembro de 2014, ambos no mesmo dia. A série foi criada por Tim McKeon e Adam Peltzman e é co-produzida pela The Fred Rogers Company e Sinking Ship Entertainment em associação com TVOKids e Ici Radio-Canada Télé. A série apresenta agentes jovens que usam raciocínio e matemática indiretos para resolver e investigar acontecimentos estranhos em sua cidade. Isso é comumente na forma de sátira e é usado para ensinar as habilidades de matemática do público e assuntos relacionados a matemática. No Reino Unido, a série é transmitida pelo CBBC. Na América Latina, é lançado no Discovery Kids, e no Brasil, pelo Gloob. e no Portugal pelo JimJam e SIC K e RTP1

## Enredo
A série segue as façanhas do Esquadrão Bizarro, uma organização dirigida por crianças que resolve problemas peculiares usando habilidades matemáticas. Em particular, tipicamente possui dois agentes de investigação na delegacia 13579 da organização: Agentes Olívia (Dalila Bela) e Otto (Filip Geljo) na 1ª temporada, e Olympia (Anna Cathcart) e Otis (Issac Kragten) na segunda temporada. Os episódios selecionados apresentam outros grupos de agentes da organização, como oficiais de segurança, operadores de tubos ou cientistas. Os nomes dos agentes sempre começam com a letra O.
Os agentes normalmente recebem casos da Sra. O (Millie Davis) e viajam através de um sistema de tubos para chegar ao local. Eles deduzem a solução para o problema ou o perpetrador deles usando princípios matemáticos que geralmente são o foco do episódio. Muitas vezes, eles não conseguem resolver o problema na cena e devem voltar para a sede da delegacia ou para a Matematilda (TJ McGibbon), uma sala de conversação que pode exibir suas informações na frente deles para ajudá-los a ver conexões e resolver melhor seus casos. Junto com a matemática, os agentes também usam gadgets projetados pelos cientistas; Na primeira temporada, o agente Oscar (Sean Michael Kyer) dirige o laboratório, ganhando um assistente, o agente Oona (Olivia Presti), no início da segunda temporada, que eventualmente assume o laboratório. Os agentes também enfrentam com uma variedade de vilões recorrentes que muitas vezes colocam um giro matemático em suas parcelas nefastas. Mesmo que ocasionalmente chegam a um ponto em que acreditam que o caso é insolúvel, os agentes sempre acabam encontrando uma solução para os problemas.
A terceira temporada, apelidada de Odd Squad Mobile Unit, apresenta uma mudança de cenário do distrito 13579 para uma van; nesta temporada, quatro agentes que trabalharam para encontrar e proteger um poderoso trevo de 44 folhas são designados pela Grande O (Millie Davis) para trabalhar na van e viajar pelo mundo resolvendo casos onde os distritos locais não podem chegar ou precisam de ajuda extra.

## Elenco

### Principais
- Dalila Bela como Olívia: Uma agente veterana do Esquadrão Bizarro, Olívia começou, adaptando-se para trabalhar e treinar seu novo parceiro, o novato Otto. Olívia geralmente é calma, viva e séria. Ela tem um medo mórbido de tortas, que ela adquiriu depois de salvar o QG do Esquadrão Bizarro de um desastre relacionado à torta instigado por seu parceiro anterior, um agente muito talentoso chamado Todd(Joshua Kilimnik),que saiu do esquadrão e se tornou um vilão. Olívia parte da série junto com o parceiro, Otto, para dirigir um recinto diferente do Esquadrão Bizarro como Sra. O.
- Filip Geljo como Otto: Parceiro de Olívia, o mais novo agente do Esquadrão Bizarro. Otto gosta de diversão, e atua como um papel de parede com a aparência de Olívia, irritando-a com frequência. Embora seja um novato, Otto descobre frequentemente os fatos necessários para resolver o caso em questão, até mesmo na ausência de Olívia, provando seu valor como agente. Otto sai da série para dirigir outro escritório do Esquadrão Bizarro como Srta. O., e com sua parceira, Olívia.
- Millie Davis como Srta. O.: "Srta. O" é o título de qualquer chefe feminino de uma divisão do Esquadrão Bizarro, mas no show, o título mais frequentemente se refere ao chefe da divisão destaque no show. A severa Srta. O. lidera a organização com um punho de ferro. Ela tem a tendência de gritar (um hábito visto com menos frequência à medida que a série progride) e muitas vezes é visto bebendo uma caixa de suco. Apesar de aparecer mais jovem do que a maioria dos agentes, a Sra. O. trabalhou para Esquadrão Bizarro por várias décadas; Sua idade atual continua sendo um mistério. Antes de se tornar Srta. O., ela trabalhou como agente de campo do Odd Squad, passando pelo seu nome verdadeiro: "Oprah".
- Sean Michael Kyer como Oscar: O cientista e o guitarrista residente do Esquadrão Bizarro, Oscar é um gênio peculiar, porém incrivelmente experiente, que gasta a maior parte do tempo na sede do Odd Squad com os aparelhos no laboratório. Os agentes vão para ele para obter soluções técnicas para seus problemas. Oscar tem um lado brincalhão, entregando seus rancoros científicos com uma generosa dose de gestos de mão e efeitos sonoros vocais. Oscar partiu da série no episódio "Oscar Strikes Back", onde se tornou o presidente do setor de laboratório do Esquadrão Bizarro, depois que o ex-presidente foi removido do Esquadrão por falta de conduta.
- Anna Cathcart como Olympia: uma nova agente, apresentado no início da 2ª temporada, que se junta para preencher a abertura deixada pela partida de Olívia e Otto no final da temporada 1. Ela recebeu uma graduação precoce da Academia porque a Sra. O. a queria no equivalente à posição de Otto.
- Isaac Kragten como Otis: Um novo agente, apresentado no início da 2ª temporada, que se junta para preencher a abertura deixada pela partida de Olívia e Otto no final da temporada 1. Ele geralmente é muito sério e não gosta de falar. Desde que não exista registro de ele participando da Academia, ele é o membro experiente da nova equipe. Ele exibe desgostos que os outros ao seu redor acham estranho, incluindo um desagrado inicial pela gengiva e uma aversão aos ingredientes da pizza, quando ofereceu uma festa de pizza para resolver 50 casos em uma semana, ele tem muito medo de patos.
- Olivia Presti como Oona: cientista e gadgeteer residente do Esquadrão. Oona assumiu o papel de Oscar como cientista de laboratório na sede do Odd Squad depois os eventos no episódio "Oscar Strikes Back".

- Agente Opal (Valentina Herrera, temporada 3): Originalmente trabalhava em uma delegacia no Ártico com Omar, ela é competitiva com um forte desejo de trabalhar em casos importantes para combater a estranheza, se vendo como a líderU. Sua irmã, Olizabeth, é A Sombra.
- Agente Omar (Jayce Alexander, temporada 3): Originalmente trabalhava no Ártico com Opal, ele é conhecido por valorizar a amizade e a conexão com seus colegas agentes, muitas vezes tentando mediar ou acalmar as águas entre sua equipe, embora sua tendência a fazê-lo possa às vezes distraí-lo da missão em questão.
- Agente Oswald (Gavin Maclver-Wright, temporada 3): Antes de ser designado para a Unidade Móvel Odd Squad, Oswald trabalhou como o único funcionário do museu Odd Squad na cidade de Nova York. Depois de passar toda a sua carreira atrás de uma mesa, ele geralmente fica animado para começar a trabalhar em tarefas ou casos.
- Agente Orla (Alyssa Hidalgo, temporada 3): Orla se junta à Unidade Móvel Odd Squad depois de passar 400 anos isolada em um antigo quartel-general do Odd Squad protegendo o poderoso trevo de 44 folhas. Por causa de sua separação da sociedade em geral e sua história de guarda, ela geralmente não está familiarizada com as invenções modernas e tem uma tendência a reagir às situações rapidamente e sem premeditação.
- James Davidson como Marcelo: a alternativa ao Oscar, o Marcelo está presente apenas na sequencia da abertura.

### Outros

#### Esquadrão Bizarro
- Peyton Kennedy como Dra O.
- Jaeden J. Noel como Obfusco
- Elijah Sandiford como Ocean
- Julia Lalonde como Octávia
- Madeleine Barbeau como Oksana
- Eshaan Buadwal como Olaf
- Michela Luci como Orquídea
- Brendan Heard como Oren
- Christian Distefano como Owen
- Tate Yap como O'Donahue

#### Pessoas Comuns
- Ava Preston como Polly
- Lucas Meeuse como Danny T.; Thomas Alderson como Tony D.; Matthew Armet como Jonnhy J.; e Stephan Dickson como Ringo, todos eles fazendo parte da banda Som Numeral.
- Brian Drummond como a voz do “Alce Bizarro”, que fala apenas “Continua…” no final da parte 1 (de cada episódio de duas partes).

## Episódios
| Temporada | Temporada        | Episódios        | Início                  | Final                 |
| --------- | ---------------- | ---------------- | ----------------------- | --------------------- |
|           | 1                | 40               | 26 de novembro de 2014  | 30 de janeiro de 2017 |
|           | 2                | 35               | 20 de junho de 2016     | 21 de janeiro de 2019 |
|           | Filme            | Filme            | 1º de agosto de 2016    | 1º de agosto de 2016  |
|           | World Turned Odd | World Turned Odd | 15 de janeiro de 2018   | 15 de janeiro de 2018 |
|           | 3                | 33               | 17 de fevereiro de 2020 | 8 de julho de 2022    |